# Вперёд! Глобальное состязание чирлидеров
«Вперёд! Глобальное состязание чирлидеров» (англ. Bring It On: Worldwide #Cheersmack) — американский фильм Роберта Эйдитая 2017 года. Шестой фильм в серии фильмов о чирлидинге «Добейся успеха». Фильм вышел сразу на видео минуя кинотеатры.

## Сюжет
Дестини руководит лос-анджелесской командой чирлидеров, которая уже трижды получала чемпионский титул. Внезапно её команде бросает вызов некая анонимная команда чирлидеров из интернета. После такого дерзкого поведения анонимов, авторитет Дестини и её команды начинает пошатываться. В социальных сетях появляются негативные комментарии, в том числе и от подписчиков, а также мемы. Дестини начинают бросать вызовы чирлидеры из других городов и даже стран. Не выдержав такого давления, несколько парней уходят из её команды и новых людей, им на замену, приходится брать прямо с улицы. Чтобы защитить честь команды, Дестини принимает все вызовы и начинает готовиться к интернет-состязанию.
В свою очередь внутри её команды тоже не всё в порядке. Команда хочет привносить в программу новые элементы и делать программу более разнообразной. Капитан же никого не слушает и считает, что это ни к чему, ведь они итак чемпионы, а значит их программа хороша. Многим чирлидерам не нравится такой авторитарный стиль её руководства. На этой почве Дестини ссорится со своей лучшей подругой. Через некоторое время она вообще узнаёт, что команда анонимов во многом состоит из её же спортсменов. Они ушли от неё и создали свою собственную команду именно из-за её поведения. Дестини решает измениться, а заодно и победить в интернет-состязании.

## В ролях
- Кристина Проспери — Дестини
- Софи Вавасо — Ханна
- Джи Ри — Уиллоу
- Натали Уолш — Роксана
- Джордан Родригез — Блейк
- Вивика Фокс — Богиня

## Рецензии
От Common Sense Media фильм получил 1 звезду из 5. Издание отметило, что продолжение выглядит слабой попыткой извлечь выгоду из успеха оригинального фильма. Издание раскритиковало сюжет за предсказуемость, выделив в фильме только танцевальные номера, в то же время, заметив, что в фильме больше танцев, чем чирлидинга. К плюсам они отнесли также и то, что в фильме, хоть и под вымышленными названиями, показаны настоящие чирлидерские команды из разных стран. Похожая рецензия вышла и на сайте DVD Talk, но, по их мнению, фильм всё же приятно выглядит и хотя бы за это заслуживает несколько очков. Также здесь обратили внимание, что в оригинальном фильме и во всех последующих продолжениях группы поддержки были показаны именно, как группы поддержки для какой-нибудь спортивной команды и только в этом фильме чирлидинг был показан, как настоящий спорт сам по себе. В Cliché Magazine хотя и раскритиковали сюжет, похвалили появление Вивики Фокс.